# 近藤隆史
近藤 隆史（こんどう たかし、1979年12月18日 - ）は日本の漫画家。

## 経歴
北海道出身。北嶺高等学校、東京水産大学（現・東京海洋大学）卒業。卒業後、美術系専門学校時代に「ユーフォリア」で第56回小学館新人コミック大賞青年部門入選を受賞し、ヤングサンデー増刊号でデビューする。2007年から週刊ヤングサンデーで『花の都』を連載している。

## 作品
- 花の都（週刊ヤングサンデー2007年3・4合併号から連載）

自身の大学生活（とりわけ朋鷹寮・ほうようりょう）を描いたとされる。一部に脚色がある。
| スタブアイコン | サブスタブ | この項目は、まだ閲覧者の調べものの参照としては役立たない、漫画家・漫画原作者に関連した書きかけの項目です。この項目を加筆・訂正などしてくださる協力者を求めています（P:漫画/PJ:漫画家）。 |